# Шкода Кодиак
„Шкода Кодиак“ (Škoda Kodiaq) е модел автомобили с повишена проходимост (сегмент J) на чешката компания „Шкода Ауто“, произвеждан от 2016 година, първоначално в Квасини, а след това и извън Европейския съюз.
Моделът е първият за марката в този пазарен подсегмент и първият седемместен автомобил на „Шкода“. Базиран е на модулната платформа на „Фолксваген Груп“ MQB-A2, която е основа за няколко модела, включително близките по размери „Фолксваген Тигуан II“, „Ауди Q3 F3“ и „Сеат Тарако“.